# Clamecy, Nièvre
Clamecy là một xã trong tỉnh Nièvre, thuộc vùng Bourgogne-Franche-Comté của nước Pháp, có dân số là 4806 người (thời điểm 1999).

## Nhân khẩu học
| 1962  | 1968  | 1975  | 1982  | 1990  | 1999  |
| ----- | ----- | ----- | ----- | ----- | ----- |
| 5.520 | 5.741 | 5.922 | 5.590 | 5.284 | 4.806 |

## Các thành phố kết nghĩa
- Gelnhausen, Đức
- Grandes-Piles, Canada

## Những người con của thành phố
- Romain Rolland, nhà văn, Giải thưởng Nobel (1866-1944)
- Edouard Séguin, bác sĩ và nhà sư phạm (1812-1880)
- Claude Tillier, nhà văn (1801-1844)